# Claudette Johnson
Claudette Elaine Johnson MBE RA (Manchester, 1959 - ) é uma artista visual britânica. Ela é conhecida por seus desenhos em grande escala de mulheres negras e seu envolvimento com o BLK Art Group, do qual foi membro fundadora. Ela foi descrita pela Modern Art Oxford como "uma das artistas figurativas mais talentosas trabalhando na Grã-Bretanha hoje". Finalista do Turner Prize em 2024, Johnson foi eleita para a Royal Academy of Arts no mesmo ano.
Seu trabalho está em várias coleções públicas, incluindo a Tate Britain, Arts Council England e a Galeria de Arte de Manchester.